# Medellín (Badajoz)
Medellín este un oraș din Spania, situat în provincia Badajoz din comunitatea autonomă Extremadura. Are o populație de 2.346 de locuitori.
1. 1 2   https://books.google.com/books?id=ufkFEAAAQBAJ&pg=PT1312#v=onepage&q&f=false, accesat în 24 august 2021 Lipsește sau este vid: |title= (ajutor)
2. ↑  Nomenclátor Geográfico de Municipios y Entidades de Población (20240402 edition)